# فرنسيسكو مارتينيز
فرنسيسكو مارتينيز (بالإسبانية: Francisco Martínez de la Rosa) (و. 1787 – 1862 م) هو كاتب، وسياسي، وأستاذ جامعي، وشاعر، ودبلوماسي، وكاتب مسرحي، من إسبانيا، ولد في غرناطة، كان عضوًا في حزب الوسط، وكان عضوًا في الأكاديمية الملكية الإسبانية، والأكاديمية الملكية للتاريخ، توفي في مدريد، عن عمر يناهز 75 عاماً.

## مناصب
تولى منصب رئيس وزراء إسبانيا، وسفير إسبانيا لدى فرنسا ‏، وسفير إسبانيا لدى المملكة المتحدة ‏، وسفير فرنسا لدى إسبانيا، وعضو مجلس النواب الإسباني ‏، ووزير الخارجية.

## التعليم
تعلم في جامعة غرناطة.

## جوائز
حصل على جوائز منها:
- وسام فارس رهبانية الصوفة الذهبية
- وسام الصليب الأعظم من وسام القديسين موريس ولعازر  [لغات أخرى]‏
- نيشان الصليب الجنوبي من رتبة الصليب الأعظم
- Order of Saint Januarius [الإنجليزية]‏
- الصليب الأعظم لنيشان كارلوس الثالث
- وسام الصليب الأكبر لجوقة الشرف
- صليب الفارس الأعظم لنيشان أسد هولندا.

## روابط خارجية
- فرنسيسكو مارتينيز على موقع الموسوعة البريطانية (الإنجليزية)